# Monoblastus davisi
Monoblastus davisi là một loài tò vò trong họ Ichneumonidae.